# Томичи (село)
То́мичи — село в Белогорском районе Амурской области, Россия.
Административный центр Томичевского сельсовета.

## География
Село Томичи расположено к юго-западу от районного центра города Белогорск, расстояние (на северо-восток по автодороге областного значения Белогорск — Благовещенск, через Пригородное) — около 39 км.
Через село Томичи проходит линия ЗабЖД Благовещенск — Белогорск.
На запад от села Томичи идёт дорога к Комиссаровке, на юг — к Лохвицы, на север — к Кустанаевке.

## Население
| 2002  | 2010  | 2012  | 2013  | 2014  | 2015  | 2016  |
| ----- | ----- | ----- | ----- | ----- | ----- | ----- |
| 1810  | ↘1632 | ↘1611 | ↘1610 | ↘1589 | ↘1532 | ↘1497 |
| 2017  | 2018  |       |       |       |       |       |
| ↘1452 | ↘1419 |       |       |       |       |       |

## Улицы
| - ул. Вокзальная, - ул. Загородная, - ул. Комсомольская, - ул. Кооперативная, - ул. Красноармейская, - ул. Луговая, | - ул. Нефтебаза, - ул. Новая, - ул. Пионерская, - ул. Почтовая, - пер. Почтовый, - ул. Рабочая, | - ул. Садовая, - ул. Строительная, - ул. Трудовая, - ул. Школьная, - ул. Эстакада, - ул. Южная. |

## Экономика
Сельскохозяйственные предприятия Белогорского района.

## Инфраструктура
Железнодорожная станция Томичи.